# Coptocercus
Genre
Coptocercus  est un genre d'insectes coléoptères appartenant à la famille des Cerambycidés.

## Liste d'espèces
- Coptocercus aberrans
- Coptocercus aruensis
- Coptocercus assimilis
- Coptocercus australis
- Coptocercus biguttatus
- Coptocercus clarus
- Coptocercus cruciger
- Coptocercus galachrous
- Coptocercus javanicus
- Coptocercus matthewsi
- Coptocercus multitrichus
- Coptocercus mutabilis
- Coptocercus nigritulus
- Coptocercus orientalis
- Coptocercus ovaliguttatus
- Coptocercus pascoei
- Coptocercus pedator
- Coptocercus pretiosus
- Coptocercus pubescens
- Coptocercus quatuordecimsignatus
- Coptocercus robustus
- Coptocercus rotundiguttatus
- Coptocercus rubripes
- Coptocercus rugicollis
- Coptocercus schneiderae
- Coptocercus shutae
- Coptocercus spiniithoracicus
- Coptocercus sulciscapus
- Coptocercus terminalis
- Coptocercus tricolor
- Coptocercus trimaculatus
- Coptocercus truncatus
- Coptocercus undulatus
- Coptocercus validus
- Coptocercus vicinus
- Coptocercus walkeri
- Coptocercus weiri